# Белак, Ян Даниэль
Ян Даниэль Белак (словац. Ján Daniel Belák; 13 июня 1922, Горна Легота, район Брезно — 23 октября 1944, Славошовце) — словацкий студент, партизан Второй мировой войны.

## Биография
Родился 13 июня 1922 года в местечке Горна Легота (район Брезно, Банскобистрицкий край, Словакия). Родители: Ян Белак-старший и Маргита Белакова (в девичестве Ковачова). Брат: Павел Йозеф Белак.
Окончил гимназию Банской-Бистрицы, учился в Братиславском университете на факультете географии и физической культуры. С начала Второй мировой войны в оппозиции к властям Первой Словацкой республики и противник клерофашизма. В 1944 году вступил в партизанскую бригаду «За свободу славян».
23 октября 1944 года участвовал в бою на Славошовском целлюлозном заводе. Погиб вместе с братом после взрыва заминированного склада.
В 1946 году посмертно награждён Орденом Словацкого национального восстания 2 степени и Чехословацким военным крестом. В 1947 году посмертно получил степень доктора философии от Братиславского университета.